# Tetrastichus abdominalis
Tetrastichus abdominalis är en stekelart som beskrevs av Kostjukov 1995. Tetrastichus abdominalis ingår i släktet Tetrastichus och familjen finglanssteklar. Inga underarter finns listade i Catalogue of Life.